# 518 a.C.
Il 518 a.C. (DXVIII a.C. in numeri romani) è un anno  del VI secolo a.C.